# Topmodell (Hungary mùa 1)
Topmodell là mùa đầu tiên của Topmodell được dựa trên America's Next Top Model của Tyra Banks. Chương trình được chiếu trên Viasat 3 từ tháng 10 tới tháng 12 năm 2006.
Siêu mẫu Vámosi Viktória là host của chương trình, nhưng đã rời đi trước chung kết do mâu thuẫn với các nhà sản xuất. Chính vì thế vào đêm chung kết cô được thay thế bởi siêu mẫu Epres Panni.
Trong mùa giải này, khán giả sẽ có cơ hội bỏ phiếu cho một trong 10 cô gái đã bị loại trước đó để được quay lại cho đêm chung kết sau mỗi tập phát sóng. Sau khi top 3 là Rónaszéki Anna, Lattmann Judit & Nagy Réka được lựa chọn, khán giả đã chọn người bị loại ở tập 8 Papp Valentina quay trở lại cuộc thi.
Điểm đến quốc tế của mùa này là Frankfurt, Johannesburg, Cape Town và Maputo dành cho top 6.
Người chiến thắng trong cuộc thi là Nagy Réka, 18 tuổi từ Eger. Với các giải thưởng, cô giành được:
- Một hợp đồng người mẫu với Metropolitan Models ở Paris trong 3 năm
- 1 hợp đồng quảng cáo cho Max Factor trong 1 năm trị giá 1.000.000Ft
- Chiến dịch quảng cáo cho Jana Mineral Water
- 1 năm sử dụng sản phẩm của Wella
- 1 chiếc Lancia Ypsilon

## Các thí sinh
(Độ tuổi tính từ ngày dự thi)
| Thí sinh         | Tuổi | Chiều cao               | Quê quán        | Bị loại ở | Hạng |
| ---------------- | ---- | ----------------------- | --------------- | --------- | ---- |
| Nagy Mónika      | 18   | 1,71 m (5 ft 7+1⁄2 in)  | Simontornya     | Tập 2     | 13   |
| Fentős Annamária | 24   | 1,78 m (5 ft 10 in)     | Kaposszerdahely | Tập 3     | 12   |
| Matykó Xénia     | 18   | 1,76 m (5 ft 9+1⁄2 in)  | Csesznek        | Tập 4     | 11   |
| Iszak Eszter     | 18   | 1,64 m (5 ft 4+1⁄2 in)  | Dunaújváros     | Tập 5     | 10   |
| Gombár Anita     | 17   | 1,78 m (5 ft 10 in)     | Inárcs          | Tập 6     | 9    |
| Elekes Kata      | 19   | 1,73 m (5 ft 8 in)      | Szeged          | Tập 7     | 8    |
| Kulcsár Angéla   | 18   | 1,82 m (5 ft 11+1⁄2 in) | Resznek         | Tập 10    | 7    |
| Ambrus Titanilla | 18   | 1,78 m (5 ft 10 in)     | Budapest        | Tập 11    | 6    |
| Tóth Fruzsina    | 19   | 1,71 m (5 ft 7+1⁄2 in)  | Miskolc         | Tập 12    | 5    |
| Lattmann Judit   | 19   | 1,79 m (5 ft 10+1⁄2 in) | Dorog           | Tập 13    | 4    |
| Papp Valentina   | 19   | 1,80 m (5 ft 11 in)     | Budapest        | Tập 13    | 3    |
| Rónaszéki Anna   | 23   | 1,75 m (5 ft 9 in)      | Szombathely     | Tập 13    | 2    |
| Nagy Réka        | 18   | 1,70 m (5 ft 7 in)      | Eger            | Tập 13    | 1    |

## Các tập

### Tập 1
Khởi chiếu: 2 tháng 10 năm 2006
Từ 1000 cô gái đăng kí dự thi, 30 thí sinh bán kết từ khắp cả nước được đưa đến khách sạn Hilton ở Budapest để bắt đầu cuộc thi. Họ đã có một buổi phỏng vấn với ban giám khảo cùng với những giám khảo khách mời là Kajdi Csaba, Szabó Patrícia & Tűzes Tamás. Sau đó, Patrícia đã công bố tên của 13 cô gái được chọn và sẽ bước vào cuộc thi.
- Khách mời đặc biệt: Varga Ágota, Kajdi Csaba, Szabó Patrícia, Tűzes Tamás, Jeff Marano, Justin Miccoli, Carlos Steil

### Tập 2
Khởi chiếu: 9 tháng 10 năm 2006
13 cô gái được di chuyển tới căn hộ của mình ở Újbuda. Ngày hôm sau, họ đã bị những người bộ đội đánh thức dậy sớm và đưa tới một trại quân đội cho một buổi huấn luyện thể lực heo kiểu quân đội. Sau đó, họ được đưa tới một nhà kho cho một buổi tập catwalk, trước khi phải tự thay đồ và trang điểm cho thử thách trình diễn thời trang trước những đại đội lính.
Sau đó, họ được đưa tới Flashback Photo Studio cho buổi chụp hình đầu tiên trong áo trắng và quần jean cho ảnh mở đầu của chương trình. Quay về căn hộ, Viktória đến gặp họ tại căn hộ để thông báo rằng Angéla & Valentina đã chiến thắng thử thách vừa rồi và họ chọn Judit để cùng nhận thưởng là một buổi mua sắm trang sức. Vào buổi đánh giá đầu tiên có sự xuất hiện giám khảo khách mời là Kajdi Csaba, Judit là người được gọi tên đầu tiên còn Mónika là thí sinh đầu tiên bị loại.
- Nhiếp ảnh gia: Bémer Miklós
- Khách mời đặc biệt: Kajdi Csaba

### Tập 3
Khởi chiếu: 16 tháng 10 năm 2006
12 cô gái còn lại đã được đánh thức dậy sớm cho một buổi tập thể dục tại trường dạy bơi Újbuda Úszásoktatás, trước khi có thử thách bơi lội và Judit giành chiến thắng thử thách. Sau đó, họ đã có một buổi học catwalk với Eli van Poeyer và một chuyên gia thời trang và một buổi nói chuyện về ngành thời trang. Họ sau đó đã có buổi chụp hình tiếp theo theo phong cách Điệp viên 007, họ sẽ phải hóa thân thành những cô gái phụ tá với vũ khí trong khi bộ đôi diễn xiếc Rippel Feri & Rippel Viktor sẽ phun sơn lên toàn thân họ. Quay về căn hộ, 4 người mẫu nam đến căn hộ của họ cho một bữa tiệc qua đêm.
Ngày hôm sau, Viktória đến gặp Judit tại căn hộ cho phần thưởng do chiến thắng thử thách hôm qua và cô chọn Annamária & Fruzsina để cùng nhận thưởng là một buổi lái tàu lượn. Quay về căn hộ, các cô gái đã được yêu cầu phải tự làm tóc, trang điểm và tự thiết kế và phối đồ cho mình trong 20 phút. Vào buổi đánh giá, Anna là người được gọi tên đầu tiên còn Annamária là thí sinh tiếp theo bị loại.
- Nhiếp ảnh gia: Brémer Miklós
- Khách mời đặc biệt: Eli van Poeyer, Rippel Feri, Rippel Viktor, Tóth Ferenc

### Tập 4
Khởi chiếu: 23 tháng 10 năm 2006
11 cô gái còn lại được đưa đến tiệm salon Hairclub của Herczeg Csaba & Tűzes Tamás để nhận diện mạo mới của mình. Sau đó, họ đã có một buổi học catwalk dưới sự hướng dẫn của Seres Éva.
Ngày hôm sau, họ được đưa tới một tòa lâu đài cho buổi chụp hình tiếp theo khi họ sẽ thân mật với một người mẫu nam khỏa thân phần trên. Sau đó, họ được đưa đến một bãi biển ở Siófok cho một buổi trình diễn thời trang ngẫu hứng cho một lễ hội âm nhạc. Quay về căn hộ, các cô gái đã được yêu cầu phải ăn mặc như đang chuẩn bị cho một cuộc hẹn hò. Vào buổi đánh giá có sự xuất hiện giám khảo khách mời là Rikk Ági, Judit là người được gọi tên đầu tiên còn Xénia là thí sinh tiếp theo bị loại.
- Nhiếp ảnh gia: Bémer Miklós
- Khách mời đặc biệt: Herczeg Csaba, Tüzes Tamás, Rikk Ágnes, Seres Éva

### Tập 5
Khởi chiếu: 30 tháng 10 năm 2006
10 cô gái còn lại đã có một buổi học thể dục nhịp điệu và thể lực dưới sự hướng dẫn của Czanik Balázs. Sau đó, họ đã có một buổi học ứng xử với người mẫu Tornóczky Anita, trước khi được đưa tới một buổi sự kiện của Red Bull trên bến cảng Belgrád cho buổi chụp hình tiếp theo quyến rũ trong đồ lót trước những người đi đường. Các cô gái sau đó đã có bữa tối trong nhà hàng và tận hưởng xem pháo hoa Ngày lễ Thánh Stephen ở Hungary, trước khi một cơn bão lớn xuất hiện khiến toàn bộ phải sơ tán.
Ngày hôm sau, họ đã có một buổi khám răng từ bác sĩ nha khoa Balsai Tamás. Sau đó, họ đã có một buổi trình diễn thời trang sưu tập Thu-Đông 2006-2007 của Tóth Bori. Vào buổi đánh giá có sự xuất hiện giám khảo khách mời là Szabó Patrícia, Réka là người được gọi tên đầu tiên còn Eszter là thí sinh tiếp theo bị loại.
- Nhiếp ảnh gia: Bémer Miklós
- Khách mời đặc biệt: Czanik Balázs, Tornóczky Anita, Tüzes Tamás, Herczeg Csaba, Seres Éva, Tóth Bori, Balsai Tamás, Szabó Patrícia

### Tập 6
Khởi chiếu: 6 tháng 11 năm 2006
9 cô gái còn lại đã có một buổi sáng thư giãn trong thẩm mỹ viện của Sulyok Róbert. Sau đó, họ đã có buổi chụp hình chân dung vẻ đẹp thể hiện cảm xúc cùng với trang sức. Họ sau đó đã có một buổi tối khiêu vũ trong hộp đêm.
Ngày hôm sau, họ đã có một bài kiểm tra IQ từ Mensa HungarIQa và Angéla & Judit là 2 người có kết quả cao nhất. Sau đó, họ đã có một buổi học catwalk với stylish Eli van Poeyer, trước khi cùng với Viktória chia thành 2 đội cho một trận đấu Bóng rổ. Vào buổi đánh giá có sự xuất hiện giám khảo khách mời là Eli van Poeyer, Réka là người được gọi tên đầu tiên còn Anita là thí sinh tiếp theo bị loại.
- Nhiếp ảnh gia: Szipál Martin
- Khách mời đặc biệt: Sulyok Róbert, Eli van Poeyer

### Tập 7
Khởi chiếu: 13 tháng 11 năm 2006
8 cô gái còn lại đã có một buổi học đấm bốc với huấn luyện viên Szasó Pál và Anna & Réka là người thể hiện tốt nhất nên họ chọn Titanilla để cùng nhận thưởng là một bữa trưa tại một cửa hàng Sô-cô-la. Quay về căn hộ, họ đã dọn dẹp nhà cửa trước khi chuyên gia trang điểm Rikk Ági đến gặp họ cùng với 8 hộp trang điểm cho một buổi học trang điểm, trước khi họ có thử thách trang điểm trong 10 phút trong khi ngồi bên trong chiếc xe đang đi tới Balatonfüred và được đánh giá bởi chuyên gia trang điểm Illés Alexandra sau khi đến nơi. Các cô gái sau đó đã có buổi chụp hình tiếp theo du ngoạn trên thuyền ngay giữa hồ Balaton. Sau đó, từng người một đã có một buổi chụp hình chân dung mà không biết rằng đây sẽ là ảnh hộ chiếu của họ cho điểm đến quốc tế sắp tới.
Ngày hôm sau, họ đã có một buổi học chèo thuyền dưới sự hướng dẫn của Kolonics György & Horváth Péter. Quay về căn hộ, các cô gái đã được phép gọi điện về nhà. Vào buổi đánh giá có sự xuất hiện giám khảo khách mời là Maróy Krisztina, Titanilla là người được gọi tên đầu tiên còn Kata là thí sinh tiếp theo bị loại.
- Khách mời đặc biệt: Szasó Pál, Rikk Ági, Illés Alexandra, Kolonics György, Horváth Péter, Maróy Krisztina

### Tập 8
Khởi chiếu: 20 tháng 11 năm 2006
7 cô gái còn lại đã có một buổi nói chuyện với nhà tâm lý học Végh József. Sau đó, Fruzsina nhận được bất ngờ khi gia đình cô đến thăm và tổ chức sinh nhật cho mình. Ngày hôm sau, họ đã có một cuộc gặp với bác sĩ phẫu thuật thẩm mỹ Sashegyi Mihály để hỏi những thắc mắc về cơ thể mình. Sau đó, họ được đưa tới một khu nghĩa trang ở Fót cho buổi chụp hình tiếp theo theo phong cách bảy tội lỗi chết người, khi họ sẽ đại diện cho một tội lỗi trong khi tạo dáng bên trong một chiếc quan tài đặt dưới lòng đất.
Ngày tiếp theo, họ đã có một lớp học diễn xuất với diễn viên Bicskey Lukács, Vào buổi đánh giá có sự xuất hiện giám khảo khách mời là Herczeg Csaba, Réka là người được gọi tên đầu tiên còn Valentina là thí sinh tiếp theo bị loại.
- Nhiếp ảnh gia: Tombor Zoltán
- Khách mời đặc biệt: Végh József, Sashegyi Mihály, Bicskey Lukács

### Tập 9
Khởi chiếu: 27 tháng 11 năm 2006
6 cô gái còn lại háo hức thu dọn đồ đạc khi biết rằng họ sẽ được bay ra nước ngoài. Ngày hôm sau, họ đã đến Sân bay quốc tế Ferenc Liszt Budapest từ sáng sớm để bay tới Frankfurt. Sau khi tới nơi, họ đã có một buổi casting  tại 2 nơi: quản lí người mẫu East-West Models và một cửa hàng thời trang. Ngày tiếp theo, họ đã có một buổi tham quan thành phố, trước khi quay lại Sân bay quốc tế Frankfurt và nhận được bất ngờ là họ sẽ bay tới Johannesburg. Sau khi tới nơi, các cô gái đã tham quan thành phố và di chuyển vào khu nghỉ dưỡng của mình, trước khi Angéla, Anna & Fruzsina được chọn để quay quảng cáo cho khu nghỉ dưỡng họ ở.
Ngày hôm sau, họ đã có một buổi tham quan trong vườn quốc gia Kruger. Sau đó, họ đã được biết rằng mình sẽ được tới Maputo và đã có một buổi thử đồ cho nhà thiết kế Marinella Bononcini sau khi tới nơi. Ngày kế tiếp, họ được đưa tới một bãi biển ở Manhiça cho buổi chụp hình tiếp theo trong thiết kế của Marinella Bononcini. Sau đó, họ quay về Johannesburg và đã có một bữa tối trong nhà hàng, trước khi nhận được tin nhắn từ Viktoria và ban giám khảo thông qua màn hình. Kết quả là Viktoria thông báo rằng sẽ không có ai bị loại lần này.
- Khách mời đặc biệt: Carlos Steil, Jeff Marano, Marinella Bononcini

### Tập 10
Khởi chiếu: 4 tháng 12 năm 2006
6 cô gái còn lại được bay tới Cape Town và đã được đi tham quan thành phố sau khi tới nơi, trước khi có một buổi casting với Justin Miccoli từ 3D Model Agency. Sau đó, họ đã có một buổi tối cuối cùng ở Cape Town trước khi quay về Budapest vào ngày hôm sau. Ngày tiếp theo, họ đã có buổi chụp hình chân dung hóa thân thành một quý bà sang trọng cùng với những con vật như chim, bò sát hay với nhện.
Ngày hôm sau, các cô gái bị bất ngờ đánh thức dậy sớm bởi tiếng máy ảnh và được phỏng vấn bởi nhà báo Győrik Ferenc. Sau đó, họ đã có một buổi casting cho nhà thiết kế Náray Tamás và ông không hài lòng với bất kỳ cô gái nào nên không ai được chọn. Quay về căn hộ, các cô gái được yêu cầu phải phối đồ và trang điểm lẫn nhau. Vào buổi đánh giá có sự xuất hiện giám khảo khách mời là Bezzeg Petra, Judit là người được gọi tên đầu tiên còn Angéla là thí sinh tiếp theo bị loại.
- Nhiếp ảnh gia: Nánási Pál
- Khách mời đặc biệt: Justin Miccoli, Győrik Ferenc, Tamás Náray, Petra Bezzeg

### Tập 11
Khởi chiếu: 11 tháng 12 năm 2006
5 cô gái còn lại được đưa tới một tòa nhà bỏ hoang cho buổi chụp hình tiếp theo hóa thân thành người có siêu năng lực. Sau đó, họ đã chia nhau ra khi Anna, Fruzsina & Judit có một buổi thư giãn trong thẩm mỹ viện của Sulyok Róbert còn Réka & Titanilla có một buổi chăm sóc da từ Kalcsú Kati. Quay về căn hộ, Anna nhận được bất ngờ khi bạn trai cô đến thăm, trước khi các cô gái đã có một buổi tối giải trí trong quán bar.
Ngày hôm sau, họ đã được thư giãn tại một tiệm spa trước khi có buổi chụp hình chân dung trắng đen khi họ sẽ bộc lộ những cảm xúc khác nhau một cách tự nhiên. Vào buổi đánh giá có sự xuất hiện giám khảo khách mời là Rakk Ági và Szabó Patrícia, Réka là người được gọi tên đầu tiên còn Titanilla là thí sinh tiếp theo bị loại.
- Nhiếp ảnh gia: Ávéd István, Dobos Tomás
- Khách mời đặc biệt: Sulyok Róbert, Kalcsú Kati, Rakk Ági, Szabó Patrícia

### Tập 12
Khởi chiếu: 18 tháng 12 năm 2006
4 cô gái còn lại đã có buổi chụp hình cho trang biên tập của tạp chí Maxima. Sau đó, họ đã cùng Viktória đi xem một buổi trình diễn thời trang của nhà thiết kế Náray Tamás. Ngày hôm sau, họ được đưa tới quán bar Buddha Beach và gặp lại 9 cô gái bị loại trước đó cho một buổi họp báo về chương trình khi họ sẽ được các nhà báo chụp hình, trước khi có một buổi diễn tập với Eli van Poeyer cho một buổi trình diễn thời trang cho Philip Russel. Sau đó, họ đã có một bữa tối với 2 siêu mẫu Cseh Myra & Epres Panni.
Ngày tiếp theo, các cô gái được đưa đến một khu mua sắm cho buổi chụp hình cuối cùng hóa thân thành những người mẹ thời trang trong khi bế một em bé trên tay. Vào buổi đánh giá có sự xuất hiện giám khảo khách mời là Kajdi Csaba, Anna là người được gọi tên đầu tiên còn Fruzsina là thí sinh cuối cùng bị loại.
- Nhiếp ảnh gia: Bémer Miklós
- Khách mời đặc biệt: Akovács Éva, Haberland Attila, Cseh Myra, Epres Panni

### Tập 13
Khởi chiếu: 22 tháng 12 năm 2006
Vào đêm chung kết được truyền hình trực tiếp tại khách sạn Buddha-Bar ở Budapest, 10 thí sinh bị loại trước đó đã mở đầu chương trình bằng buổi trình diễn thời trang trong áo trắng và quần jean. Sau 11 tuần bỏ phiếu cho 10 cô gái bị loại trước đó của khán giả, Valentina là người sẽ được thi đấu cùng với top 3 trong đêm chung kết với 18% tổng số phiếu bầu. Sau đó, 4 cô gái chung cuộc được lần lượt xuất hiện, sau khi video về cuộc sống thường ngày của top 3 được trình chiếu. Chương trình cũng đã trình chiếu một số video như: những khoảnh khắc tại vòng sơ tuyển, top 3 được chăm sóc toàn thân trước chung kết, 13 cô gái trình diễn thời trang cho Herczeg Zoltán, buổi tập catwalk cho chung kết, những khoảnh khắc trong cuộc thi.
4 cô gái chung cuộc đã có buổi trình diễn thời trang trong trang phục với họa tiết động vật, trước khi có lần loại trừ đầu tiên và kết quả là Judit là người tiếp theo bị loại. 3 cô gái chung cuộc còn lại đã có 2 buổi trình diễn thời trang tiếp theo: hóa thân thành thiên thần trong đồ lót cùng với một số người mẫu khác hóa thân thành ác quỷ và trong váy cưới với chú rể nhí, trước khi có lần loại trừ thứ hai và kết quả là Valentina là người tiếp theo bị loại. Anna & Réka đã có buổi trình diễn thời trang cuối cùng trong trang phục dạo phố với việc dắt chó đi dạo cùng với 11 cô gái bị loại trước đó trong váy đen và mắt kính. Kết quả cuối cùng, Réka chính là quán quân đầu tiên của Topmodell.
- Khách mời đặc biệt: Winkler Róbert, Bazsó Gábor, Epres Panni, Szabó Patrícia, Már Róbert, Kalcsú Kati, Sulyok Róbert, Sashegyi Mihály, Rikk Ágnes, Hámori Barbara, Cseh Myra

## Thứ tự gọi tên
| Thứ tự | Tập       | Tập       | Tập       | Tập       | Tập       | Tập       | Tập       | Tập       | Tập       | Tập       | Tập      | Tập       | Tập       | Tập  |  |
| Thứ tự | 1         | 2         | 3         | 4         | 5         | 6         | 7         | 8         | 10        | 11        | 12       | 13        | 13        | 13   |  |
| ------ | --------- | --------- | --------- | --------- | --------- | --------- | --------- | --------- | --------- | --------- | -------- | --------- | --------- | ---- |  |
| 1      | Valentina | Judit     | Anna      | Judit     | Réka      | Réka      | Titanilla | Réka      | Judit     | Réka      | Anna     | Réka      | Réka      | Réka |  |
| 2      | Eszter    | Titanilla | Kata      | Angéla    | Judit     | Fruzsina  | Valentina | Angéla    | Anna      | Fruzsina  | Judit    | Valentina | Anna      | Anna |  |
| 3      | Mónika    | Anita     | Réka      | Anna      | Fruzsina  | Angéla    | Fruzsina  | Judit     | Réka      | Anna      | Réka     | Anna      | Valentina |      |  |
| 4      | Anna      | Angéla    | Fruzsina  | Fruzsina  | Anna      | Judit     | Judit     | Titanilla | Fruzsina  | Judit     | Fruzsina | Judit     |           |      |  |
| 5      | Xénia     | Kata      | Anita     | Kata      | Anita     | Anna      | Anna      | Anna      | Titanilla | Titanilla |          |           |           |      |  |
| 6      | Angéla    | Réka      | Valentina | Réka      | Valentina | Titanilla | Angéla    | Fruzsina  | Angéla    |           |          |           |           |      |  |
| 7      | Annamária | Valentina | Xénia     | Valentina | Titanilla | Valentina | Réka      | Valentina |           |           |          |           |           |      |  |
| 8      | Kata      | Eszter    | Titanilla | Eszter    | Kata      | Kata      | Kata      |           |           |           |          |           |           |      |  |
| 9      | Titanilla | Xénia     | Angéla    | Anita     | Angéla    | Anita     |           |           |           |           |          |           |           |      |  |
| 10     | Anita     | Fruzsina  | Eszter    | Titanilla | Eszter    |           |           |           |           |           |          |           |           |      |  |
| 11     | Judit     | Annamária | Judit     | Xénia     |           |           |           |           |           |           |          |           |           |      |  |
| 12     | Fruzsina  | Anna      | Annamária |           |           |           |           |           |           |           |          |           |           |      |  |
| 13     | Réka      | Mónika    |           |           |           |           |           |           |           |           |          |           |           |      |  |

     Thí sinh bị loại
     Thí sinh chiến thắng cuộc thi
- Tập 1 là tập casting. Các cô gái sẽ được lần lượt gọi tên để biết được mình sẽ được tham gia vào cuộc thi hay không.
- Trong tập 9, không có ai bị loại.
- Trong tập 13, Valentina có số phiếu khán giả bình chọn cao nhất nên được quay lại cuộc thi.

### Buổi chụp hình
- Tập 2: Ảnh chân dung và toàn thân mở đầu chương trình
- Tập 3: Body painting cùng vũ khí
- Tập 4: Khoảnh khắc thân mật với người mẫu nam
- Tập 5: Đồ lót gợi cảm trên đường phố
- Tập 6: Ảnh chân dung vẻ đẹp với trang sức
- Tập 7: Tạo dáng trên du thuyền
- Tập 8: Bảy tội lỗi chết người
- Tập 9: Catalog ở bãi biển
- Tập 10: Ảnh chân dung vẻ đẹp với động vật hoang dã
- Tập 11: Siêu năng lực; Ảnh chân dung biểu cảm
- Tập 12: Người mẹ thời trang với con